# Brachionidium pteroglossum
Brachionidium pteroglossum är en orkidéart som beskrevs av Carlyle August Luer. Brachionidium pteroglossum ingår i släktet Brachionidium och familjen orkidéer.
Artens utbredningsområde är Ecuador. Inga underarter finns listade i Catalogue of Life.